# Sender Lech
Der Sender Lech ist eine Sendeanlage der ORS bei der Bergstation der Rüfikopfbahn im Gemeindegebiet von Lech. Als Antennenträger wird ein freistehender, 25 Meter hoher Stahlfachwerkturm verwendet.

## Frequenzen und Programme

### Analoger Hörfunk (UKW)
| Frequenz (MHz) | Programm         | RDS PS   | RDS PI | Regionalisierung | ERP (kW) | Antennendiagramm rund (ND)/gerichtet (D) | Polarisation horizontal (H)/vertikal (V) |
| -------------- | ---------------- | -------- | ------ | ---------------- | -------- | ---------------------------------------- | ---------------------------------------- |
| 92,9           | Ö1               | __OE_1__ | A201   | –                | 0,02     |                                          | H                                        |
| 96,5           | Radio Vorarlberg | RADIO-V_ | AB02   | –                | 0,02     |                                          | H                                        |
| 89,2           | Hitradio Ö3      | __OE_3__ | A203   | –                | 0,02     |                                          | H                                        |

### Digitales Fernsehen (DVB-T)
| Kanal | Frequenz (in MHz) | Multiplex                | Programme im Multiplex                                | ERP (in kW) | Polarisation horizontal (H) / vertikal (V) | Modulations- verfahren | FEC | Guard- intervall | Bitrate (in MBit/s) | Gleichwellennetz (SFN) |
| ----- | ----------------- | ------------------------ | ----------------------------------------------------- | ----------- | ------------------------------------------ | ---------------------- | --- | ---------------- | ------------------- | ---------------------- |
| 38    | 610               | ORS-Bouquet A Vorarlberg | - ORF eins - ORF 2 (Tirol) - ORF 2 (Vorarlberg) - ATV | 0,3         | H                                          | 16-QAM                 | 3/4 | 1/4              | 14,93               |                        |

### Analoges Fernsehen (PAL)
Bis zur Umstellung auf DVB-T wurden folgende Programme in analogem PAL gesendet:
| Kanal | Frequenz (MHz) | Programm         | ERP (kW) | Sendediagramm rund (ND)/ gerichtet (D) | Polarisation horizontal (H)/ vertikal (V) |
| ----- | -------------- | ---------------- | -------- | -------------------------------------- | ----------------------------------------- |
| 52    | 719,25         | ORF 1            | 0,1      | D                                      | H                                         |
| 49    | 695,25         | ORF 2 Vorarlberg | 0,1      | D                                      | H                                         |